# 둘로스
둘로스(Doulos)는 현재 운항 중인 세계 최고령 여객선이다. 둘로스는 1914년 미국에서 건조되어 화물선, 이주자 수송선 등으로 쓰이다가 1978년 독일에 있는 비영리 구호단체인 GBA(Good Books for All)에 인수되면서 전 세계를 항해하며 구호활동에 쓰이는 "떠다니는 유엔"이 되었다. 선박은 총6.818톤, 길이는 130.35m폭은 16.60m이다. 이 거대한 배에는 전 세계 50여 개국에서 모인 350여 명의 사람들이 타고 있다. 이들은 기독교 국제선교단체인 OM(Operation Mobilization)에 소속되어 있으며 대개 2년씩 자비로 구호활동 및 선교활동을 하고 있다. 78년 이후 30년간 100개국의 560여 항구에 정박해 다양한 활동을 했으며 약 2,000만명의 사람들이 둘로스를 방문했다. 둘로스는 2010년 96세를 끝으로 폐선될 예정이다. 세계 해양 규정으로 2010년 이후부터는 불에 타는 재료로 만들어진 여객선은 대양을 횡단하지 못하게 되었기 때문이다. 둘로스는 갑판과 침실, 사무실 등이 모두 나무로 되어 있고 선내에는 불에 잘 타는 카펫이나 커튼이 많다. 최고령의 선박이니만큼 수선할 부분이 많았던 둘로스는 2010년 운항을 종료한다.

2007년 목포항에 정박한 둘로스호

## 목적
둘로스는 헬라어에서 따온 말로 "하나님의 종"이라는 의미를 가지고 있다. 기독교 국제선교단체인 OM의 국제선교선이자 떠다니는 작은 유엔으로 활약하게 된 둘로스는 5가지 목적을 가지고 있다. METAL이라고 불리는 이 5가지의 목적은 동원(Mobilization), 전도(Evangelism), 훈련(Training), 구제(Aid), 도서보급(Literature)이다.

### 동원
둘로스가 항구에 정박해 있는 동안 선상에서는 연령대와 주제별로 각종 세미나가 열리고 지역의 교회와 일반인들이 참여할 수 있는 단기선교프로그램이 개설된다. 연령별 세미나로 대표적인 것은 어린이를 위한 초청 행사이다. 이 행사에서 어린이들은 선실에 설치된 각 나라의 전시물을 보며 다양한 국적의 선교사들과 이야기를 나눌 수 있다. 단기선교프로그램으로는 선교선승선체험과 자원 봉사가 있다. 선교선승선체험은 약 3주간 선교사들처럼 배에서 일하면서 함께 생활하는 것이다. 또한 둘로스는 매 항구에 정박할 때마다 현지 자원 봉사자를 모집한다. 약2주동안 50명에서 100여명의 자원 봉사자가 둘로스의 각 파트에서 필요한 도움을 주게 된다. 선원들의 객실을 제외한 배 안의 모든 곳이 개방 되며 일반인들은 투어가이드와 함께 배를 구경할 수 있다.

### 전도
둘로스의 선교사들은 정박한 지역의 교회를 돕고 고아원이나 양로원을 방문하며 지역 사람들에게 복음을 전한다. 둘로스가 정박해 있는 동안 그 지역을 가장 들썩이게 하는 것은 국제친선의 밤(International Night)이다. 이는 50개국의 다국적 선교사들이 보여주는 대규모의 문화 교류 행사이자 페스티발로 각국의 전통의상 퍼레이드, 드라마, 마임, 전통음악과 춤, 노래 등 다양한 공연을 볼 수 있다. 행사가 끝난 뒤에는 선교사들과 이야기하며 친구가 될 수 있는 기회도 제공된다.

### 훈련
둘로스에 승선한 350여명 선원들의 나이는 평균 26세이다. 가족이 함께 배에 승선하기도 하고 배 안에서 아기가 태어나기도 해서 연령대가 다양하지만 대부분은 20대의 젊은이들이다. 자비를 내고 자원하여 승선한 350여명의 선원들은 약 2년 동안 배 안에서 생활하면서 배에서 일하는 데 필요한 기술 교육, 근면과 인내의 훈련, 신앙 훈련, 다양한 인간관계를 통한 인격 훈련을 받게 된다.

### 구제
둘로스는 난민구호, 물자공급, 의료 및 교육시설 정비, 무너진 집 복원, 진료봉사, 교육활동 등 방문한 곳의 필요에 따라 다양한 구제활동을 한다.

### 도서보급
둘로스가 운영하고 있는 선상 서점에는 총 6천여 종, 50여 만권의 도서가 있다. 양질의 전문서적이나 희귀서적, 영어원서를 저렴한 가격에 판매하며 매년 제 3세계국가나 사회, 경제적으로 낙후한 한 국가를 선정하여 도서를 기증하는 사업을 하고 있다.

## 작은 도시
둘로스는 바다에 떠 있는 배지만 육지에 있는 도시처럼 없는 것이 없다. 그래서 선원들은 둘로스를 "작은 도시"라고 부른다. 서점, 병원, 학교, 식당, 소방서, 은행 등 생활하기에 불편함이 없도록 모든 것이 갖추어져 있다. 선원들에게 자녀가 있는 경우 정식 자격증이 있는 교사진에 의해 영국식 교육을 받게 되며 초등교육까지 정규과정을 이수한 것으로 인정된다.

둘로스호 선실에 있는 사진, 24,000명의 인물 사진으로 만든 것